# Per-Jonas Eliæson
Per-Jonas Samuel Eliæson, född 28 november 1934 i Stockholm, är en svensk ekonom och rektor emeritus.
Per-Jonas Eliæson är professor emeritus i ekonomi vid Handelshögskolan i Stockholm och var 1970–1986 högskolans rektor. Genom sin tjänst fick han en plats i Handelshögskolan i Stockholms direktion, högskolans högsta verkställande organ.
Han invaldes 1979 som ledamot av Kungliga Ingenjörsvetenskapsakademien.

### Webbkällor
- Eliæson, Per-Jonas i Vem är Vem?: Norrland, supplement, register (andra upplagan, 1968)